# حشرات خزه‌نشین
حشرات خزه‌نشین (نام علمی: Peloridiidae) نام یک تیره از راسته نیم‌بالان است.